# フェリット
フェリット（伊: Felitto）は、イタリア共和国カンパニア州サレルノ県にある、人口約1,200人の基礎自治体（コムーネ）。

## 地理

### 位置・広がり

#### 隣接コムーネ
隣接するコムーネは以下の通り。
- アクアーラ
- ベッロズグアルド
- カステル・サン・ロレンツォ
- ラウリーノ
- マリアーノ・ヴェーテレ
- モンテフォルテ・チレント
- ロッカダスピデ